# 하이더 (영화)
하이더(Haider)는 인도에서 제작된 비샬 바드와즈 감독의 2014년 범죄, 드라마, 멜로/로맨스, 스릴러 영화이다. 샤히드 카푸르 등이 주연으로 출연하였다.

## 출연

### 주연
- 샤히드 카푸르
- 타부
- 쉬라다 카푸르

### 조연
- 케이 케이 메넌
- 나렌트라 자
- 커브허스한 카반다
- 이르판 칸